# Cabaret mexicain
Pour les articles homonymes, voir Mexicali Rose.
Pour plus de détails, voir Fiche technique et Distribution.
Cabaret mexicain (titre original : Mexicali Rose) est un film américain pré-Code réalisé par Erle C. Kenton, sorti en 1929.

## Synopsis
Happy Manning rentre d'un voyage à son cabaret mexicain, la Mina de Oro. Il ignore encore que pendant son absence, sa femme Rose lui a été infidèle avec Joe, le croupier. Happy découvre bientôt cette infidélité et divorce mais garde Joe auprès de lui car c'est un employé trop précieux pour le perdre malgré cette histoire.
Plus tard, Happy rend visite à son jeune frère et pupille, Bob, qui est le quart-arrière de son équipe de football universitaire. Bob le présente à sa fiancée Marie et croyant que son ainé possède une mine d'or, promet à Mair d'y passer sa lune de miel.
Quand Bob se marie, il envoie à Happy un télégramme indiquant qu'il arrive avec sa femme pour passer leur lune de miel dans sa "mine d'or". Ortiz, l'ami de Happy, propose alors d'échanger temporairement sa vraie mine d'or contre son casino. Lorsque Bob arrive et présente sa nouvelle femme à Happy, ce dernier est choqué de découvrir qu'il s'agit en fait de Rose et non plus de Marie. Happy essaie plus tard de racheter Rose, mais elle le refuse, affirmant qu'elle aime vraiment Bob. Happy ne sait pas si elle ment ou non et décide de ne pas dire la vérité à Bob. Cependant, il devient vite clair qu'elle n'a pas changé et Happy bloque son rendez-vous secret de fin de soirée avec un admirateur pour la confronter. Elle prétend qu'elle aime Happy et qu'elle a épousé Bob pour se venger de lui. Elle lui dit alors qu'elle rentre chez elle. Le lendemain, son corps est retrouvé au pied d'une falaise.

## Fiche technique
- Titre original : Mexicali Rose
- Réalisation : Erle C. Kenton
- Scénario : Norman Houston et Gladys Lehman d'après une histoire de Gladys Lehman
- Production : Harry Cohn
- Société de production : Columbia Pictures
- Photographie : Ted Tetzlaff
- Montage : Leon Barsha
- Pays de production : États-Unis
- Format : Noir et blanc - Son : Mono (Western Electric Sound System)
- Genre : Drame
- Durée : 60 minutes
- Date de sortie :
  - États-Unis : 26 décembre 1929

## Distribution
- Barbara Stanwyck : Mexicali Rose
- Sam Hardy : Happy Manning
- William Janney : Bob Manning
- Louis Natheaux : Joe, le croupier
- Arthur Rankin : Loco, l'idiot
- Harry J. Vejar : Ortiz
- Louis King : Dad, l'ivrogne
- Julia Bejarano : Manuela